# The Rembrandts
The Rembrandts är en amerikansk pop-rock-grupp som startades 1989 och splittrades 1997. Gruppen, som återförenades år 2000, är mest känd för låten "I'll Be There for You" som var ledmotiv till TV-serien Vänner, som började sändas 1994.

## Medlemmar
Nuvarande medlemmar
- Danny Wilde (f. 3 juni 1956 i Maine) – sång, gitarr, basgitarr, keyboard, mandolin, munspel, slagverk
- Phil Solem (f. 1 juli 1956 i Duluth, Minnesota) – sång, gitarr, basgitarr, mandolin, banjo, keyboard, slagverk

Tidigare medlemmar
- Mark Karan – gitarr, sång

## Diskografi
Studioalbum
- 1990 – The Rembrandts
- 1992 – Namnlöst album
- 1993 – Maybe Tomorrow
- 1995 – LP
- 2001 – Lost Together
- 2019 – Via Satellite

Singlar
- 1991 – "Save Me" / "Show Me Your Love"
- 1991 – "Just the Way It Is, Baby" / "New King"
- 1991 – "Someone" / "Just the Way It Is, Baby (acoustic)"
- 1992 – "Johnny Have You Seen Her?"
- 1992 – "Maybe Tomorrow" / "Maybe Tomorrow"
- 1992 – "Rollin' Down the Hill" / "Rollin' Down the Hill"
- 1995 – "Don't Hide Your Love"
- 1995 – "I'll Be There for You"
- 1995 – "This House Is Not a Home"
- 1996 – "Drowning in Your Tears"

Samlingsalbum
- 2005 – Choice Picks
- 2006 – Greatest Hits